# Euploea tersatica
Euploea tersatica är en fjärilsart som beskrevs av Hans Fruhstorfer 1911. Euploea tersatica ingår i släktet Euploea och familjen praktfjärilar. Inga underarter finns listade i Catalogue of Life.